# Thomasburg
Thomasburg település Németországban, azon belül Alsó-Szászország tartományban. Lakosainak száma 1363 fő (2023. december 31.). Thomasburg Reinstorf és Vastorf községekkel határos.

## Népesség
A település népességének változása:
| Lakosok száma | 1323 | 1348 | 1368 | 1359 | 1369 | 1363 |
|               | 2016 | 2017 | 2019 | 2021 | 2022 | 2023 |